# Гераськин (хутор)
Гера́ськин — хутор в Чертковском районе Ростовской области.
Входит в состав Маньковского сельского поселения.

## Население
| 2010 |
| ---- |
| 85   |

## Улицы
На хуторе имеется одна улица — Степная.